# Inwil
Inwil (gsw. Eibu) –  miejscowość i gmina w środkowej Szwajcarii, w kantonie Lucerna, w okręgu Hochdorf.

## Demografia
W Inwil mieszka 2 877 osób. W 2021 roku 13,1% populacji gminy stanowiły osoby urodzone poza Szwajcarią. 

## Transport
Przez teren gminy przebiegają autostrada A14 oraz drogi główne nr 296 i nr 367. 